# Chaetogaedia analis
Chaetogaedia analis là một loài ruồi trong họ Tachinidae.